# The Battle for God
Em nome de Deus é um livro escrito pela ex-freira católica e renomada historiadora da religião chamada Karen Armstrong (1944-), cuja maior parte de sua produção acadêmica se desenvolveu após seu desligamento com a religiosidade, tal como ela própria afirma em outras obras, como a autobiográfica "A Escada em Espiral" e "Uma História de Deus". Nela, a autora busca levantar as origens do fundamentalismo nas três principais religiões monoteístas: cristianismo, judaísmo e islamismo.

## A Obra
A abordagem do fundamentalismo no texto de Karen Armstrong parte da passagem do século XIX para o XX, citando uma série de episódios que teriam sido responsáveis por uma quebra da visão idílica que era então sonhada à época da Belle Époque européia, tais como a divulgação da obra de Sigmund Freud, a Guerra Franco-Prussiana (1870-1871) e as teorias catastrofistas em voga até então. Para Karen, o fundamentalismo não se trata apenas de uma resposta a uma sociedade “moderna” que acirrou a dicotomização entre mythos e logos, mas é fruto também dela própria. O mesmo século XIX é apontado por outro estudioso da religião, chamdo padre Ivo Pedro Oro, como um período de profunda secularização da sociedade capitalista. Se por um lado Max Weber identificou a ética protestante como propulsora do capitalismo, com o passar das décadas esse mesmo capitalismo teria proporcionado um ambiente de resfriamento do fervor original do protestantismo. Isso tudo, claro, não arrefeceu o embates com o mythos descrito por Armstrong, como por exemplo no caso da descrição feita por Ivo da origem do revivalismo, remontando ao século XVIII, na Inglaterra e nos EUA. Tais práticas eram momentos de encontro em que, através de determinadas técnicas, “as pessoas eram levadas a ter uma experiência religiosa que as conduzisse a um estado de êxtase religioso e a um relacionamento imediato com Deus”. A atuação do pregador era decisiva. Geralmente em meio a um clima densamente emocional, ele podia convencer os fiéis de sua situação de pecadores, desafiá-los para a aceitação da salvação e levá-los ao encontro com Jesus no Espírito Santo.
Voltando agora ao texto da escritora inglesa, apesar de começar tomando como ponto de partida o ano de 1492, data em que ocorreram três fatos marcantes para cristãos, muçulmanos e judeus - a descoberta da América, a conquista de Granada e a expulsão dos judeus da Espanha, o tema “fundamentalismo” começa a ganhar destaque a partir do capítulo 5, intitulado “Campos de Batalha”; nome que ganha um duplo sentido dentro da obra. O primeiro certamente faz referência ao “barril de pólvora” que a Europa havia se tornado anos antes da Primeira Guerra Mundial. Nacionalismos, o neocolonialismo e a unificação tardia da Alemanha e da Itália foram responsáveis não apenas por um início de desilusão da sociedade européia, mas também pela morte de milhares de pessoas em diversos campos de batalha. Contudo, poderíamos apontar ainda a referência do título em questão aos “campos de batalha” presentes no campo religioso, mais precisamente na disputa entre mythos e logos, também apresentada nos capítulos iniciais da obra de Karen.
Nesses embates entre ciência e religião, grupos opostos ou até mesmo facções dentro de um mesmo grupo se enfrentaram em meio a uma sociedade que assistiu ao fortalecimento do método científico e ao surgimento de novos modelos explicativos para os problemas que assolavam a humanidade. Seguindo um padrão que se mantém em boa parte dos capítulos do livro, Karen analisa a situação entre cristão, judeus e muçulmanos. No caso do cristianismo, ela desenvolve a problemática trazida pela ideias de Darwin que circulavam cada vez com mais vigor nos meios, se opondo às teorias catastrofistas comuns até meados do século XIX e que eram facilmente inseridas em modelos explicativos de cunho religioso. Armstrong não chega a citar nomes de pensadores catastrofistas, mas pode-se se destacar o nome do paleontólogo e naturalista francês George Cuvier (1769-1832), que foi um dos grandes defensores desse pensamento que acreditava que as espécies eram periodicamente “recicladas” por grandes catástrofes naturais, análogas ao dilúvio bíblico. Atualmente, novos modelos explicativos de cunho darwinista se impõe a partir do meio acadêmico, como por exemplo o gradualismo e o equilíbrio pontuado, valendo-se de todo o arcabouço científico produzido pós-Darwin. Mais uma vez, curiosamente, ou não, em ambos os casos os principais representantes dessas teorias têm um elemento em comum, desta vez não o vínculo eclesiástico, mas, ao contrário, ambos são (ou foram, no caso de Stephen Jay) divulgadores científicos e “defensores” do ateísmo. No caso da teoria gradualista, seu principal defensor é o biólogo e grande divulgador do ateísmo Richard Dawkins (1941-), autor de “Deus – um delírio”, que afirma que a evolução ocorre através da acumulação de pequenas modificações ao longo de várias gerações. Já o equilíbrio pontuado, por sua vez, apresenta-se como uma teoria científica formulada originalmente em 1972 pelos paleontólogos Stephen Jay Gould (1941-2002) e Niles Eldredge (1943-), segundo a qual a evolução das espécies não se dá forma constante, mas alternando longos períodos de poucas mudanças com rápidos saltos transformativos.
Passando para o caso dos judeus, Karen analisa as divergências internas do próprio sionismo, já no século XIX, bem como seu desenvolvimento que culminará na criação do Estado de Israel em 1948, logo após o fim da Segunda Guerra Mundial e, já no caso dos muçulmanos, os diversos casos de aproximação com a cultura ocidental enfrentam uma barreira a partir de Jamal al-Din al-Afghani (1838-1897). Jamal AL-Din foi um divulgador de ideais pan-islâmicos no mundo árabe e notório crítico de Syed Ahmad (1817-1898), líder pró-ingleses. Jamal al-Din possuía uma visão romântica da história do povo árabe e marcada por um profundo pensamento anti-iluminista, renegando as ideias de Jean Jacques Rousseau e François Voltaire, por exemplo. Analogamente à noção de kräfte, termo de origem germânica que remete à ideia de "força", Afghani desenvolve a ideia romântica de uma nação que é capaz de manter sua unidade/identidade através de forças intrínsecas que são capazes, por sua vez, de mantê-la coesa e homogênea. Posteriormente, suas ideias foram retomadas pelo aiatolá Khomeini durante a revolução islâmica ocorrida em 1979 no Irã.
Por fim, pode-se ressaltar algumas críticas que podem ser aplicadas às duas obras. No caso de Karen Armstrong, não é incomum encontrar na Internet textos apontando um certo “rancor” da autora em relação ao cristianismo, uma vez que ela foi freira durante boa parte da década de 1960. E não seria à toa que ela teria recebido, após a publicação de sua obra, um título honorário da Associação Muçulmana de Ciências Sociais e que lecione no Leo Baeck College, uma escola dedicada à formação de rabinos. Especulações à parte, resta a crítica apontada durante as aulas do curso, em que Karen teria desconsiderado o processo de mitificação do próprio conhecimento científico (logos).